# Helisuperficie

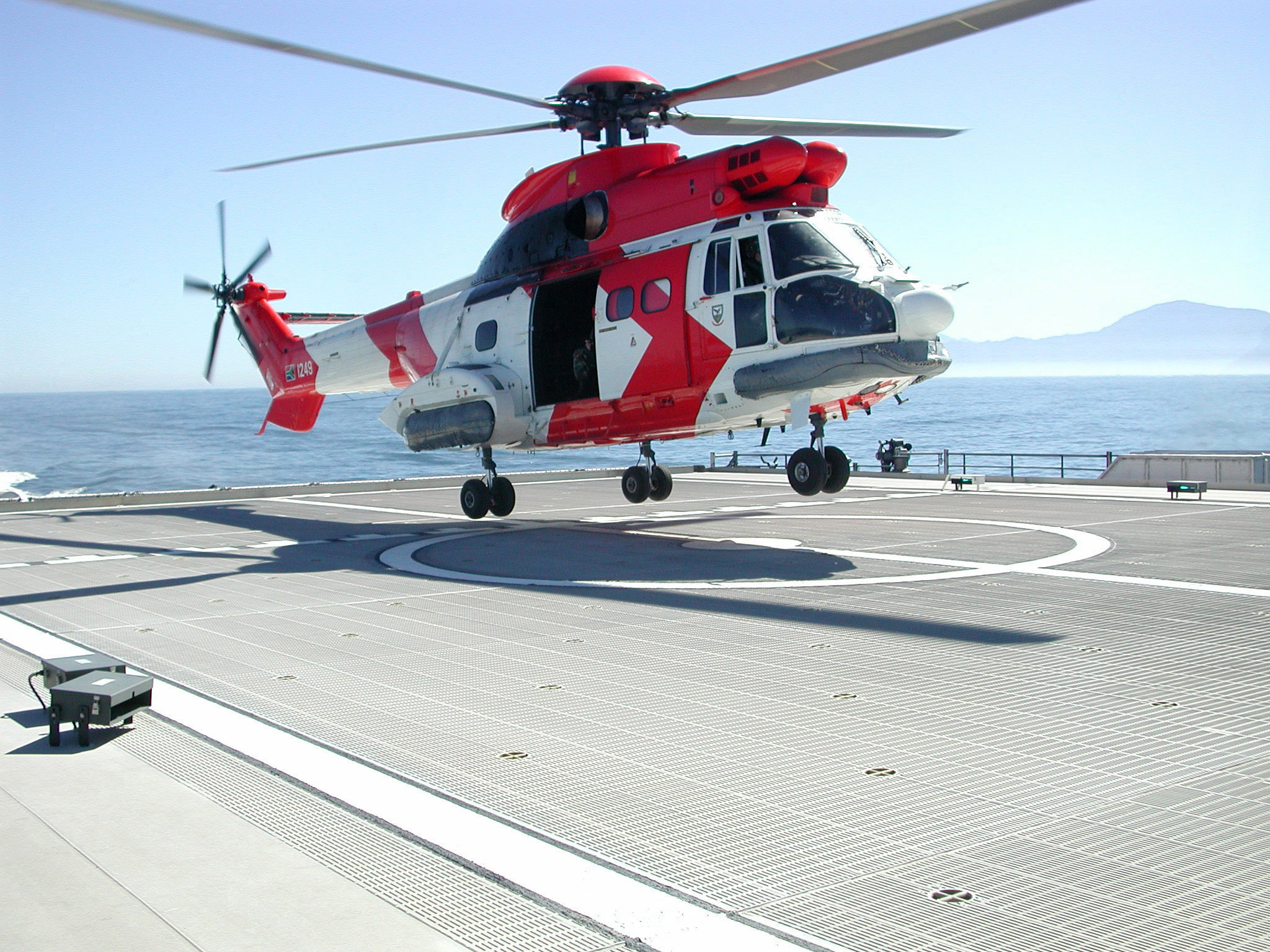
Un helicóptero Atlas Oryx hace contacto en la plataforma de un navío Swift HSV-2 de alta velocidad.

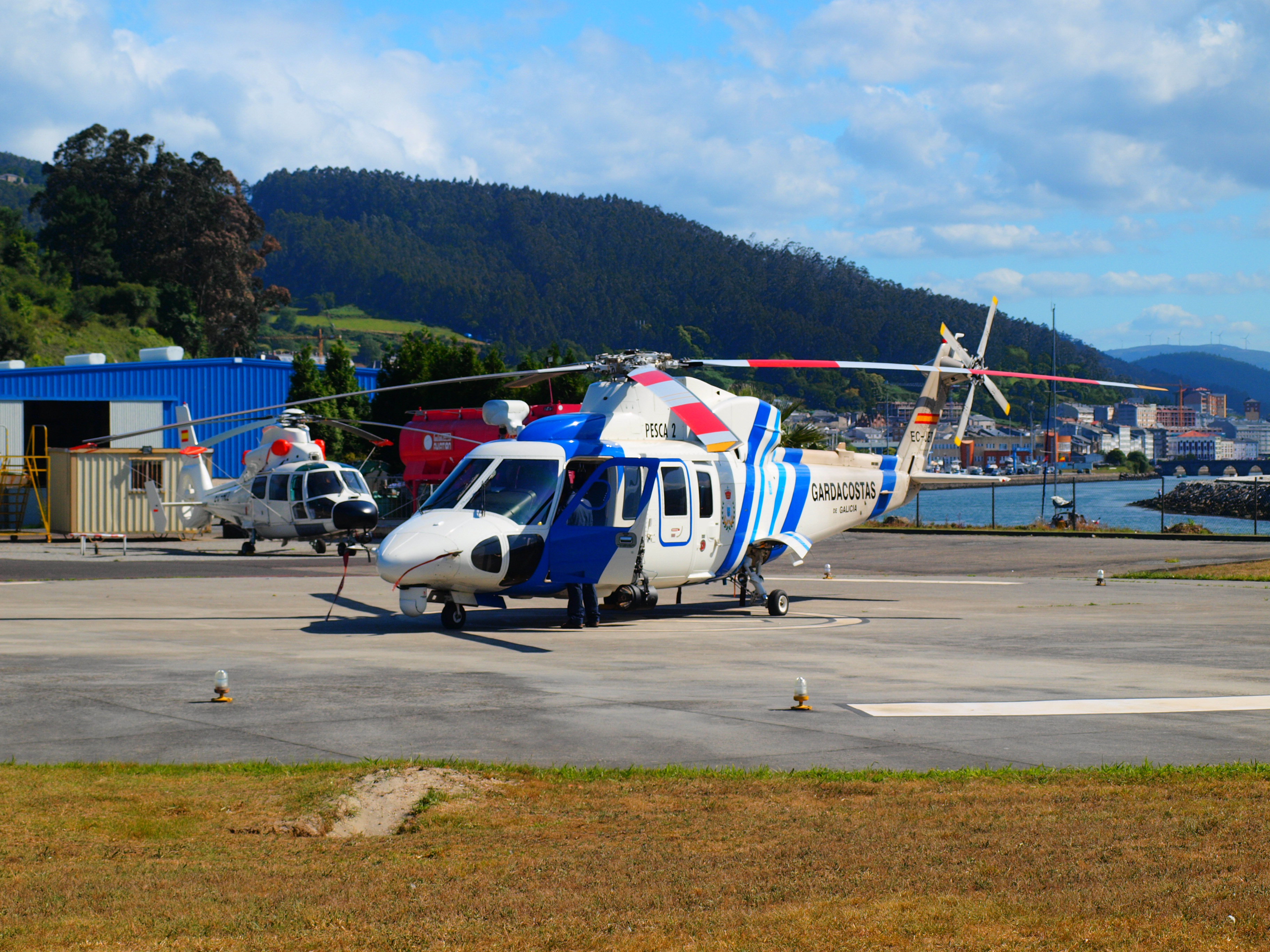
En primer plano, un Sikorsky S-76 situado en la helisuperficie del Helipuerto Costa Norte en Vivero, España. En segundo plano, un Eurocopter Dauphin, situado en la plataforma de estacionamiento.

Una helisuperficie, también conocida como plataforma para helicópteros o helipad, (derivado del término anglosajón compuesto helicopter landing pad) es un área designada para que aterricen los helicópteros.

## Características
Aunque los helicópteros pueden aterrizar casi en cualquier sitio que sea plano, este tipo de plataformas cumplen específicamente con esta función por el material utilizado, por su visibilidad y por estar libres de obstáculos. Los helipads están claramente marcados con un círculo o con una «H», para facilitar su visibilidad desde el aire. Pueden estar situados en un helipuerto o en un aeropuerto donde también se dispone de combustible, control de tráfico aéreo. Un helipad normalmente no dispone de combustible ni de otro tipo de servicios para aeronaves, como es el caso de un helipuerto, y tampoco dispone de un controlador aéreo designado. Por otro lado, un helipad puede ubicarse al margen de este tipo de instalaciones, se pueden encontrar helipads en las azoteas de edificios (especialmente hospitales) para facilitar una MEDEVAC. Barcos de gran tamaño, así como petroleros también disponen, en ocasiones, de helipads, también denominadas en estos casos como helideck. También algunos edificios con oficinas cuentan con helipads en las azoteas para facilitar el desplazamiento de sus directivos. Los helipads no siempre se fabrican con cemento, en ocasiones en caso de un incendio forestal se crean helipads provisionales a base de madera para facilitar el suministro en áreas remotas.
El helipad más alto del mundo, a una altitud de 6400 metros, está situado en el Glaciar de Siachen, en la India, y está hecho de hielo.

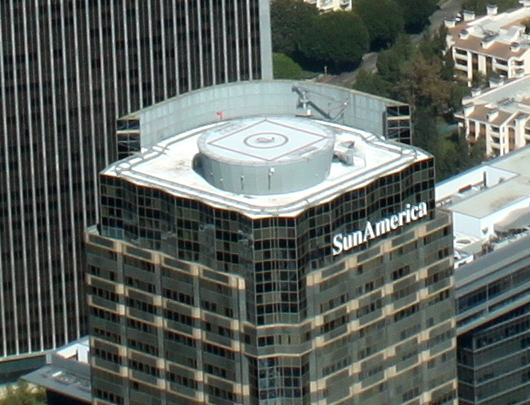
Un helipad sobre el SunAmerica Center en Century City, California, Estados Unidos.

Los helipads sobre las azoteas de los edificios tienen, en ocasiones, un número de dos dígitos que indica el peso máximo de la plataforma en miles de libras. Además, puede incluirse otro número con el diámetro máximo del rotor en pies.